# 55 d'Andròmeda
55 d'Andròmeda (55 Andromedae) és una estrella de la constel·lació d'Andròmeda. Té una magnitud aparent de 5,42.